# Chrysemosa sodomensis
Chrysemosa sodomensis is een insect uit de familie van de gaasvliegen (Chrysopidae), die tot de orde netvleugeligen (Neuroptera) behoort. 
Chrysemosa sodomensis is voor het eerst wetenschappelijk beschreven door Hölzel in 1982.